# Железный человек 3 (саундтрек)
«Желе́зный челове́к 3» (оригинальный саундтрек) — это музыка к фильму «Железный человек 3» (2013) студии Marvel Studios, выпущенному 30 апреля 2013 года и основанному на персонаже компании Marvel Comics. Музыка была написана американским композитором Брайаном Тайлером. Отдельный саундтрек и концептуальный альбом под названием Iron Man 3: Heroes Fall (Music Inspired by the Motion Picture) разных исполнителей был выпущен в тот же день на лейблах Hollywood Records и Marvel Music.

## Железный человек 3 (оригинальный саундтрек к фильму)
| Оценки критиков | Оценки критиков |
| Источник        | Оценка          |
| --------------- | --------------- |
| Empire          | [ 3 ]           |
| Allmusic        | [ 4 ]           |

Композитор Брайан Тайлер признал, что саундтрек к фильму должен быть более мрачным и мелодичным, чем предыдущие саундтреки Рамина Джавади и Джона Дебни, сославшись на изменение в жизни Тони Старка после событий фильма «Мстители» (2012) в качестве катализатора.
Партитура была записана в студии Abbey Road Лондонским филармоническим оркестром.

### Трек-лист
Вся музыка написана Брайаном Тайлером.
| №                   | Название                                  | Длительность |
| ------------------- | ----------------------------------------- | ------------ |
| 1.                  | «Iron Man 3»                              | 2:24         |
| 2.                  | «War Machine»                             | 7:19         |
| 3.                  | «Attack on 10880 Malibu Point»            | 4:36         |
| 4.                  | «Isolation»                               | 2:01         |
| 5.                  | «Dive Bombers»                            | 2:24         |
| 6.                  | «New Beginnings»                          | 3:55         |
| 7.                  | «Extremis»                                | 5:07         |
| 8.                  | «Stark»                                   | 4:32         |
| 9.                  | «Leverage»                                | 2:16         |
| 10.                 | «The Mandarin»                            | 2:37         |
| 11.                 | «Heat and Iron»                           | 5:43         |
| 12.                 | «Misfire»                                 | 3:27         |
| 13.                 | «Culmination»                             | 2:30         |
| 14.                 | «The Mechanic»                            | 3:44         |
| 15.                 | «Hot Pepper»                              | 4:42         |
| 16.                 | «Another Lesson from the Mandarin»        | 2:57         |
| 17.                 | «Dr. Wu»                                  | 2:41         |
| 18.                 | «Return»                                  | 6:20         |
| 19.                 | «Battle Finale»                           | 3:57         |
| 20.                 | «Can You Dig It (Iron Man 3 Main Titles)» | 2:42         |
| Общая длительность: | Общая длительность:                       | 75:53        |

## Железный человек 3: Падение героев (музыка по мотивам фильма)
| Оценки критиков | Оценки критиков |
| Источник        | Оценка          |
| --------------- | --------------- |
| Allmusic        | [ 7 ]           |
| Melodic.net     | [ 8 ]           |

### Трек-лист
| №                   | Название               | Автор(ы)                                               | Исполнители                                                     | Длительность |
| ------------------- | ---------------------- | ------------------------------------------------------ | --------------------------------------------------------------- | ------------ |
| 1.                  | «Ready Aim Fire»       | Dan Reynolds, Wayne Sermon, Ben McKee, Daniel Platzman | Imagine Dragons                                                 | 4:01         |
| 2.                  | «Some Kind of Joke»    | Aaron Bruno                                            | Awolnation                                                      | 4:54         |
| 3.                  | «Some Kind of Monster» | Tyler Glenn, Sam Hollander, Dave Katz                  | Neon Trees                                                      | 3:48         |
| 4.                  | «American Blood»       | Michael Angelakos                                      | Passion Pit                                                     | 4:24         |
| 5.                  | «No Time»              | Zack Rogue                                             | Rogue Wave                                                      | 3:16         |
| 6.                  | «One Minute More»      | Ryan Merchant, Sebu Simonian                           | Capital Cities                                                  | 3:40         |
| 7.                  | «Back to the Start»    | Monica Birkenes, Alexander Burke, Brian Tyler          | Mr Little Jeans                                                 | 4:06         |
| 8.                  | «Keep Moving»          | Andrew Stockdale                                       | Andrew Stockdale (of Wolfmother)                                | 3:02         |
| 9.                  | «Redemption»           | Mark Kasprzyk, Wally Gagel                             | Redlight King                                                   | 3:40         |
| 10.                 | «Big Bad Wolves»       | Nicholas Petricca, Eli Maiman, Kevin Ray, Sean Waugman | Walk the Moon                                                   | 2:10         |
| 11.                 | «Bad Guy»              | Sean Foreman, Nathaniel Motte                          | 3OH!3                                                           | 3:07         |
| 12.                 | «Let's Go All the Way» | Gary Lee Cooper                                        | The Wondergirls (featuring Ashley Hamilton and Robbie Williams) | 4:28         |
| Общая длительность: | Общая длительность:    | Общая длительность:                                    | Общая длительность:                                             | 44:36        |

### Чарты
| Чарты (2013)                    | Высшая позиция |
| ------------------------------- | -------------- |
| США (Billboard 200)             | 16             |
| США (Billboard Top Soundtracks) | 1              |

## Дополнительная музыка
Музыка, не вошедшая в саундтрек к фильму, но использованная в фильме:
| Заголовок                                  | Длина | Исполнитель  | Ключевые сцены/примечания |
| ------------------------------------------ | ----- | ------------ | --- |
| Blue (Da Ba Dee)                           | 4:40  | Eiffel 65    | Воспроизводится во вступительной сцене воспоминаний, действие которой происходит в 1999 году, когда была выпущена песня. Специальная китайская версия была создана и исполнена солистом Eiffel 65 Джеффри Джеем и клавишником Маурцио Лобиной для использования в китайской версии фильма. |
| Mambo No. 5 (A Little Bit of…)             | 3:39  | Лу Бега      | Воспроизводится на заднем плане во время сцены воспоминаний, действие которой происходит в 1999 году. |
| Jingle Bells (ремикс Bombay Dub Orchestra) | 3:45  | Джо Уильямс  | Производится в то время, когда Тони Старк впервые примеряет свою броню Mark 42. |
| Санта-Клаус вернулся в город               | 2:25  | Элвис Пресли | |